# Michael Bossy-trófea
A Michael Bossy-trófea egy díj a QMJHL-ben (mely egy junior jégkorongliga Kanadába). A trófeát annak a játékosnak ítélnek oda, akit a legjobbnak tartanak a szakértők arra, hogy az NHL-drafton a legelőkelőbb helyen válasszák ki. A trófeát a legendás Mike Bossyról nevezték el.

## A díjazottak
| Szezon    | Játékos              | QMJHL csapat                 | NHL-draft       | NHL csapat            |
| --------- | -------------------- | ---------------------------- | --------------- | --------------------- |
| 2013–2014 | Nikolaj Ehlers       | Halifax Mooseheads           | 9. helyen 2014  | Winnipeg Jets         |
| 2012–2013 | Jonathan Drouin      | Halifax Mooseheads           | 3. helyen 2013  | Tampa Bay Lightning   |
| 2011–2012 | Mihail Grigorenko    | Québec Remparts              | 12. helyen 2012 | Buffalo Sabres        |
| 2010–2011 | Sean Couturier       | Drummondville Voltigeurs     | 8. helyen 2011  | Philadelphia Flyers   |
| 2009–2010 | Brandon Gormley      | Moncton Wildcats             | 13. helyen 2010 | Phoenix Coyotes       |
| 2008–2009 | Dmitrij Kuljikov     | Drummondville Voltigeurs     | 14. helyen 2009 | Florida Panthers      |
| 2007–2008 | Mihail Stefanovics   | Québec Remparts              | 98. helyen 2008 | Toronto Maple Leafs   |
| 2006–2007 | Angelo Esposito      | Québec Remparts              | 20. helyen 2007 | Pittsburgh Penguins   |
| 2005–2006 | Derick Brassard      | Drummondville Voltigeurs     | 6. helyen 2006  | Columbus Blue Jackets |
| 2004–2005 | Sidney Crosby        | Rimouski Océanic             | 1. helyen 2005  | Pittsburgh Penguins   |
| 2003–2004 | Alexandre Picard     | Lewiston MAINEiacs           | 8. helyen 2004  | Columbus Blue Jackets |
| 2002–2003 | Marc-André Fleury    | Cape Breton Screaming Eagles | 1. helyen 2003  | Pittsburgh Penguins   |
| 2001–2002 | Pierre-Marc Bouchard | Chicoutimi Saguenéens        | 8. helyen 2002  | Minnesota Wild        |
| 2000–2001 | Aleš Hemský          | Hull Olympiques              | 13. helyen 2001 | Edmonton Oilers       |
| 1999–2000 | Antoine Vermette     | Victoriaville Tigres         | 55. helyen 2000 | Ottawa Senators       |
| 1998–1999 | Maxime Ouellet       | Québec Remparts              | 22. helyen 1999 | Philadelphia Flyers   |
| 1997–1998 | Vincent Lecavalier   | Rimouski Océanic             | 1. helyen 1998  | Tampa Bay Lightning   |
| 1996–1997 | Roberto Luongo       | Val-d'Or Foreurs             | 4. helyen 1997  | New York Islanders    |
| 1995–1996 | Jean-Pierre Dumont   | Val-d'Or Foreurs             | 3. helyen 1996  | New York Islanders    |
| 1994–1995 | Martin Biron         | Beauport Harfangs            | 16. helyen 1995 | Buffalo Sabres        |
| 1993–1994 | Éric Fichaud         | Chicoutimi Sagueneens        | 16. helyen 1994 | Toronto Maple Leafs   |
| 1992–1993 | Alexandre Daigle     | Victoriaville Tigres         | 1. helyen 1993  | Ottawa Senators       |
| 1991–1992 | Paul Brousseau       | Hull Olympiques              | 28. helyen 1992 | Quebec Nordiques      |
| 1990–1991 | Philippe Boucher     | Granby Bisons                | 13. helyen 1991 | Buffalo Sabres        |
| 1989–1990 | Karl Dykhuis         | Hull Olympiques              | 16. helyen 1990 | Chicago Blackhawks    |
| 1988–1989 | Patrice Brisebois    | Laval Titan                  | 30. helyen 1989 | Montreal Canadiens    |
| 1987–1988 | Daniel Doré          | Drummondville Voltigeurs     | 5. helyen 1988  | Quebec Nordiques      |
| 1986–1987 | Pierre Turgeon       | Granby Bisons                | 1. helyen 1987  | Buffalo Sabres        |
| 1985–1986 | Jimmy Carson         | Verdun Junior Canadiens      | 2. helyen 1986  | Los Angeles Kings     |
| 1984–1985 | José Charbonneau     | Drummondville Voltigeurs     | 12. helyen 1985 | Montreal Canadiens    |
| 1983–1984 | Mario Lemieux        | Laval Voisins                | 1. helyen 1984  | Pittsburgh Penguins   |
| 1982–1983 | Pat LaFontaine       | Verdun Juniors               | 3. helyen 1983  | New York Islanders    |
| 1982–1983 | Sylvain Turgeon      | Hull Olympiques              | 2. helyen 1983  | Hartford Whalers      |
| 1981–1982 | Michel Petit         | Sherbrooke Castors           | 11. helyen 1982 | Vancouver Canucks     |
| 1980–1981 | Dale Hawerchuk       | Cornwall Royals              | 1. helyen 1981  | Winnipeg Jets         |